# Гламаздино
Гламаздино (рос. Гламаздино) — село в Хомутовському районі Курської області Російської Федерації.
Населення становить 241 особу. Входить до складу муніципального утворення Гламаздинська сільрада.

## Історія
Від 2004 року входить до складу муніципального утворення Гламаздинська сільрада.

## Населення
| 2002 | 2010 |
| ---- | ---- |
| 361  | ↘241 |